# Фелисити (фильм)
«Фелисити» (англ. Felicity) — австралийский сексплотэйшн-фильм 1978 года режиссёра, сценариста и продюсера Джона Д. Ламона.

## Сюжет
Фелисити Робинсон — молодая девушка, которая учится в закрытом колледже для девочек при монастыре. Она тайком читает романы «Эммануэль» и «История О». Постепенно Фелисити обращает внимание, что её тело привлекает противоположный пол, причём разных возрастов. На пруду за ней наблюдают деревенские мальчишки, а в душе за ней подсматривает через окно взрослый садовник. Незадолго до начала каникул Фелисити получает письмо от своего отца, который на каникулы дарит ей путешествие в Гонконг.
В Гонконге Фелисити живёт в доме у друзей отца Кристины и Стивена. На следующий день после прибытия Кристина показывает Фелисити город, а вечером в её доме проходит вечеринка. Там Фелисити знакомится с мужчиной, который прокатывает её на своей машине, а затем лишает невинности. На следующий день знакомая Кристины Ми Линг проводит для Фелисити экскурсию уже по злачным местам Гонконга, где Фелисити узнаёт для себя много нового.
На следующее утро, убегая от неких китайских головорезов, Фелисити знакомится с фотографом Майлсом. Они быстро находят общий язык, и девушка остаётся жить в его номере. Последующие дни пара проводит время, периодически пытаясь заняться сексом в каком-нибудь необычном месте. Идиллия заканчивается тогда, когда Майлсу приходится вернуться на работу, и он уплывает на остров Ченг Чау. Фелисити очень тоскует, и Ми Линг скрашивает её одиночество. Позже Линг предлагает отправиться на поиски Майлса. В конце концов, Фелисити находит своего возлюбленного в плохом состоянии после укуса змеи. Фелисити ухаживает за ним, и последующие дни пара живёт на пляже в небольшом сарайчике.

## В ролях
- Глори Эннэн — Фелисити Робинсон
- Джони Флинн — Ми Линг
- Крис Милн — Майлс
- Мэрлин Роджерс — Кристина
- Гордон Чарльз — Стивен
- Джоди Хэнсон — Дженни
- Джон Майкл Хаусон — Адриан
- Дэвид Брэдшоу — Эндрю
- Джон Д. Ламон — садовник / зритель в кинотеатре

## Производство
По словам режиссёра Джона Ламона, его всегда привлекал Дальний Восток. В юности ему нравился фильм «Мир Сьюзи Вонг» (1960) и он был влюблён в Нэнси Кван. С другой стороны, Ламона интересовала Франция. Ему нравилось то, как французы снимали свои эротические фильмы, которые были красивыми и не были похожи на порнографию. Например фильм «История О» и первые фильмы про Эммануэль. Сюжет первого фильма про Эммануэль частично развивался в Бангкоке, а второго в Гонконге.
Изначально планировалось, что фильм будет снимать Джордж Миллер, но его пути с Ламоном разошлись. Миллер хотел снимать «Безумного Макса». Уличные сцены в «Фелисити» снимались на улицах Гонконга без всяких разрешений, в то время как сцены в помещениях снимали на студии в Мельбурне. Главную роль в «Фелисити» исполнила Глори Эннэн, канадская актриса, проживавшая в Великобритании. Роль Ми Линг получила лондонская модель Джони Флинн, у которой шотландские и индийские корни. Крис Милн получил работу после того, как, придя на прослушивание в Мельбурне и узнав, что в фильме будет имитироваться секс, спросил, почему его нужно имитировать. Ламонд решил, что это тот человек, кто нужен.

## Критика
По мнению кинокритика Дональда Гуариско: «„Фелисити“ — один из лучших примеров жанра сексплотэйшн и занимательное путешествие назад ко времени расцвета сексуальной революции». В целом критики отмечают, что фильм смотрится, как австралийский ответ на «Эммануэль» и понравится любителям жанра. Из плюсов также выделяют интересные съёмки Гонконга, а из минусов — скучность повествования и схожесть с другими подобными фильмами.